# Vocabularul limbii esperanto
Esperanto este o limbă auxiliară internațională concepută pentru a avea un vocabular simplu, creată de L. L. Zamenhof, cu elemente de vocabular din mai multe limbi de circulație internațională la vremea invenției limbii.
Baza inițială de cuvinte din Esperanto conținea aproximativ 900 de cuvinte rădăcină și a fost definită în Unua Libro („Prima carte”), publicată de Zamenhof în 1887. În 1894, Zamenhof a publicat primul dicționar esperanto, Universala vortaro („Dicționar universal”), care a fost scris în cinci limbi și a furnizat un set mai mare de cuvinte-rădăcină, adăugând 1740 de cuvinte noi.
Regulile limbii esperanto permit vorbitorilor să împrumute cuvinte în funcție de necesități, recomandând doar să caute cele mai internaționale cuvinte și să împrumute un cuvânt de bază din care să derive altele, mai degrabă decât să împrumute mai multe cuvinte cu sensuri înrudite. De atunci, multe cuvinte au fost împrumutate din alte limbi, în primul rând din Europa de Vest. În ultimele decenii, majoritatea noilor împrumuturi au fost termeni tehnici sau științifici; termenii de uz cotidian sunt mai degrabă derivați din cuvinte existente (de exemplu komputilo „un calculator”, de la komputi „a calcula”) sau extinși pentru a acoperi noi sensuri (de exemplu muso „un mouse”, care acum înseamnă și un dispozitiv de intrare al calculatorului, ca în engleză). Există dezbateri frecvente între vorbitorii de esperanto cu privire la diverse împrumuturi și dacă sunt justificate sau dacă nevoia poate fi satisfăcută prin derivarea sau extinderea sensului cuvintelor existente.

## Origini
Esperanto ocupă o poziție intermediară între limbile artificiale „naturaliste”, precum Interlingua, care preiau masiv cuvinte din limbile lor sursă cu o derivare internă redusă, și limbiile a priori, precum Solresol, în care cuvintele nu au nicio legătură istorică cu alte limbi. În esperanto, cuvintele rădăcină sunt împrumutate și păstrează o mare parte din forma din limba lor sursă, fie că este vorba de forma fonetică (eks- de la prefixul ex-) sau de forma ortografică (teamo de la team). Cu toate acestea, fiecare rădăcină poate forma apoi zeci de derivații care pot avea puține asemănări cu cuvintele echivalente din limbile sursă, cum ar fi registaro (guvern), care este derivat din rădăcina latină reg (a conduce).

## Derivarea de cuvinte noi
Una dintre modalitățile prin care Zamenhof a făcut esperanto mai ușor de învățat decât limbile europene predominante la acea vreme a fost crearea unei morfologii derivaționale regulate și foarte productive. Prin utilizarea afixelor lexicale (prefixe și sufixe), vocabularul de bază necesar pentru comunicare a fost redus considerabil, făcând din esperanto o limbă mai aglutinantă decât majoritatea limbilor europene. S-a estimat că, în medie, o rădăcină în esperanto este echivalentul comunicativ a zece cuvinte în limba engleză.
Cu toate acestea, o tendință contrară se manifestă în vocabularul tehnic cult și greco-latin, pe care majoritatea europenilor îl consideră „internațional” și, prin urmare, îl preiau în esperanto, în ciuda faptului că nu sunt cu adevărat universale, și nu calchează, ceea ce face adesea chineza. Acest lucru stârnește dezbateri frecvente cu privire la justificarea unei anumite rădăcini și, uneori, duce la duplicarea vocabularului nativ și împrumutat. Un exemplu este „caligrafie”, care apare atât ca belskribo calchiat („scris de frumusețe”) și ca împrumut direct kaligrafio. O dezvoltare similară a avut loc și în engleză (brotherly vs. fraternal), germană (Ornithologie vs. Vogelkunde pentru ornitologie), japoneză (beesubooru vs. yakyuu pentru baseball), spaniolă (básquetbol vs. baloncesto pentru basketball), franceză (le week-end vs. la fin de semaine) și în alte limbi. Cu toate acestea, deși în cazul limbilor etnice dezbaterile sunt motivate de naționalism sau de probleme de identitate culturală, în cazul limbii esperanto dezbaterile sunt în mare parte motivate de opinii diferite cu privire la modul de a face limba practică și accesibilă.

### Afixe
Unul dintre cele mai utile afixe derivaționale pentru începători este prefixul mal-, care derivă antonime: peza (greu), malpeza (ușor); supren (în sus), malsupren (în jos); ami (a iubi), malami (a urî); lumo (lumină), mallumo (întuneric). Cu toate acestea, cu excepția glumelor, acest prefix nu este utilizat atunci când există un antonim în vocabularul de bază: suda (sud), nu „malnorda” din "nord"; manki (a-i lipsi, intranzitiv), nu „malesti” din 'a fi'.
Crearea de cuvinte noi prin utilizarea de sufixe gramaticale (adică flexionare), cum ar fi nura (doar în propoziția „Este doar un pas înapoi”) din nur (numai), tiama (contemporan) din tiam (atunci), sau vido (vedere) de la vidi (a vedea), este tratat în articolul despre gramatica limbii esperanto. Ceea ce urmează este o listă a ceea ce se numesc de obicei „afixe”. Cu toate acestea, majoritatea lor sunt de fapt rădăcini lexicale, în sensul că pot fi utilizate ca cuvinte independente, iar ordinea lor relativă într-un compus este determinată de semantică, nu de gramatică. Ele sunt numite „afixe” în principal pentru că derivă din afixele din limbile sursă ale esperanto. Unele sunt adevărate afixe în sensul că, deși pot fi utilizate independent, ordinea lor în cadrul unui cuvânt este stabilită de gramatică. Doar câteva nu pot fi utilizate independent și corespund astfel comportamentului unui afix tipic în română.

#### Listă de sufixe
| -aĉ-       | peiorativ (exprimă un sentiment negativ sau o opinie proastă despre un obiect sau o acțiune)                  | skribaĉi (a scrijelo, de la „a scrie”); veteraĉo (vreme proastă); domaĉo (dărăpănătură, de la „casă”); rigardaĉi (a se holba, de la „a se uita”); belaĉa (strident, de prost gust, de la „frumos”); aĵaĉo (gunoi, de la -aĵo); aĉigi (a greși, cu -igi); aĉ! („Îîîu!”, dezgust: interjecție) |
| -adi, -ado | frecvent, repetat, sau o acțiune continuă (deseori imperfectivă); ca substantiv, este o acțiune sau un proces | kuradi (a continua să alerge); parolado (un discurs, de la „a vorbi”); adi (a continua); ada (continuu, adj.) |
| -aĵo       | o manifestare concretă; (cu o rădăcină substantivală) un produs                                               | manĝaĵo (mâncare, de la „a mânca”); novaĵo (noutate, știre, de la „nou”); glaciaĵo (înghețată, de la „gheață”); bovaĵo (carne de vită, de la „bovină”); aĉigaĵo (o mică greșeală, de la -aĉ și -igi); aĵo (o chestie, un lucru); |
| -ano       | un membru, urmăritor, participant, locuitor                                                                   | kristano (un creștin); usonano (un locuitor al SUA) [diferit de amerikano (un locuitor al continentului american)]; ŝipano (un membru de echipaj); samkursano (un coleg de clasă, de la „același” și „curs”); samideano (cineva care are aceleași principii ca și mine, de la „același” și „idee”); ano (membru) |
| -aro       | un grup colectiv fără un număr specific de obiecte                                                            | arbaro (pădure, de la „arbore”); vortaro (un dicționar, de la „cuvânt” [expresie idiomatică]); homaro (umanitate, de la „om” [expresie idiomatică; „mulțime, gașcă” este homamaso]); ŝafaro (turmă de oi); ŝiparo (o flotă de nave); anaro (o societate [grupuri de membrii], de la -ano); registaro (guvern, de la „a conduce, a guverna” și -isto); aro (o turmă, grup, set) |
| -ĉjo       | poreclă masculină; rădăcina este trunchiată                                                                   | Andreĉjo (Andrei); paĉjo (tati); fraĉjo (frate); amiĉjo (prieten drag); la iĉjoj („băieții”) |
| -ebla      | posibil | kredebla (credibil); videbla (vizibil); eble (posibil) |
| -eco       | o calitate abstractă                                                                                          | amikeco (prietenie); bono sau boneco (bunătate); italeca (italienesc); ecaro (caracter [sumă de calități], cu -aro) |
| -eg-       | augmentativ; uneori conotații peiorative când este folosit pentru persoane                                    | domego (un conac, de la „casă”); virego (un gigant, de la „om”); librego (o cărțoaie, de la „carte”); varmega (foarte fierbinte); ridegi (a râde cu poftă, de la „a râde”); ega (mare, uriaș) |
| -ejo       | un loc caracterizat de o rădăcină (nu e folosit pentru toponime)                                              | lernejo (o școală, de la „a învăța”), vendejo (un magazin, de la „a vinde”), juĝejo (un tribunal, de la „a judeca”), kuirejo (o bucătărie, de la „a găti”), hundejo (o cușcă, de la „câine”), senakvejo (un deșert, de la „fără apă”); devenejo (proveniență, de la „a veni de la”); ejo (locul potrivit) |
| -ema       | a avea o propensiune, o tendință                                                                              | ludema (jucăuș), parolema (vorbăreț), kredema (credul, de la „a crede”); brulema (inflamabil, de la „a arde”); emo (înclinație, tendință); malema (reticent, cu mal-) |
| -enda      | obligatoriu                                                                                                   | pagenda (de plătit), legendaĵo (lectură obligatorie) |
| -ero       | cea mai mică parte                                                                                            | ĉenero (o verigă, de la „lanț”); fajrero (o scânteie, de la „foc”); neĝero (un fulg de nea, de la „nea”), kudrero (o cusătură, de la „a cosi”), lignero (o așchie, de la „lemn”); okulero (o omatidie, de la „ochi”); usonero (un stat american, de la „USA”); vortero (un morfem, de la „cuvânt”); ero (o frimitură de ceva) |
| -estro     | un lider, șef                                                                                                 | lernejestro (un director de școală [vezi -ejo]); urbestro (un primar, de la „oraș”); centestro (un centurion, de la „sută”); usonestro (un președinte al Statelor Unite, de la „USA”); estraro (consiliu de administrație, cu -aro) |
| -et-       | diminutiv; uneori conotații afectuoase când este folosit cu oameni                                            | dometo (o colibă, de la „casă”); libreto (o broșură); varmeta (călduț); rideti (a zâmbi, de la „râs”); rompeti (crăpătură, ruptură, fractură, de la „a rupe”); boleti (a fierbe la foc mic, de la „a fierbe”); ete (ușor) |
| -io        | o țară numită după o caracteristică geografică, iar acum după o etnie [neoficial]                             | Meksikio (Mexic, de la „Mexico City”); Niĝerio (Nigeria, de la „râul Niger”); Anglio (Anglia, de la „persoană engleză”); patrio (patrie, de la „tată”) [nu poate fi folosit ca rădăcina io, deoarece cuvântul deja înseamnă „ceva”] |
| -iĉo       | masculin [neoficial]                                                                                          | boviĉo (un taur); patriĉo (un tată); studentiĉo (un student de sex masculin); iĉo (un bărbat) |
| -ido       | un descendent                                                                                                 | katido (un pisoi); reĝido (un prinț, de la „rege”); arbido (puiet, de la „arbore”); izraelido (un israelit); ido (un pui, un copil, etc.); idaro (un clan, trib, cu -aro) |
| -igi       | a face, a cauza (particulă tranzitivatoare/cauzativă)                                                         | mortigi (a ucide, de la „a muri”); purigi (a curăța); konstruigi (a construi); igi (a cauza) |
| -iĝi       | a deveni (particulă intranzitivatoare/diateză mijlocie)                                                       | amuziĝi (a se bucura); naskiĝi (a se naște); ruĝiĝi (a roși, de la „roșu”); aniĝi (a se alătura, de la -ano); iĝi (a deveni) |
| -ilo       | un instrument, o unealtă                                                                                      | ludilo (o jucărie, de la „joacă”); tranĉilo (un cuțit, de la „cut”); helpilo (un remediu, de la „help”); solvilo (o soluție, de la „solve”); ilo (o unealtă); ilaro (echipament, set de unelte, cu -aro) |
| -ino       | feminin | bovino (o vacă); patrino (o mamă); studentino (o studentă); ino (o femeie) |
| -inda      | demn | memorinda (memorabil); kredinda (credibil, de la „a crede”); fidinda (fiabil, de încredere, de la „a crede”); plorindaĵo (ceva pentru care să plângi, de la „a plânge” și -aĵo); inda (demn) |
| -ingo      | o teacă, suport                                                                                               | glavingo (o teacă, de la „sabie”); kandelingo (un suport de lumânare); dentingo (o cavitate dentară); piedingo (stavilă, de la „picior”); kuglingo (un cartuș, de la „glonț”); ingo (priză, etc.) |
| -ismo      | o doctrină, un sistem (aproape la fel ca în română)                                                           | komunismo (comunism); kristanismo (creștinism); ismo (un „ism”) |
| -isto      | persoană care profesează sau se preocupă cu o idee sau o activitate                                           | instruisto (teacher); dentisto (dentist); abelisto (apicultor); komunisto (un comunist); registo (membru al parlamentului/congresului) |
| -njo       | feminin formă afectuoasă; rădăcina este trunchiată                                                            | Jonjo (Ioana); panjo (mami); anjo (bunicuță); onjo (mătușă); vanjo (bonă, de la „a îngriji”); aminjo (prietenă dragă); la injoj („fetele”, de la -ino sau -ido) |
| -obla      | multiple | duobla (dublu); trioble (triplu); oble (mai mult de o dată) |
| -ono       | fracție | duona (jumătate [din]); centono (o sutime); dekonaĵo (o zecime, de la „zece” și -aĵo); ono (o fracție); onigi (a împărți în părți egale, cu -igi) |
| -ope       | un grup colectiv cu un număr specificat                                                                       | duope (doi împreună; câte doi = po du); triopo (o trilogie); kiomope (câți împreună?); arope (împreună într-un grup, de la -aro); gutope (picătură cu picătură, de la „picătură”; = pogute); unuopa (izolat, individual); opo (un grup, unitate, echipă); opa (colectiv) |
| -ujo       | un recipient, țară (arhaic când se referă la o entitate politică), un copac cu un anumit fruct (arhaic)       | monujo (o poșetă, de la „bani”); salujo (o salieră, de la „sare”); lavujo (o chiuvetă, de la „a spăla”); abelujo (un stup de albine, de la „albină”); Anglujo (Anglia [Anglio în uzul curent]); Kurdujo (Kurdistan, ținuturile kurde); pomujo (măr (copac) [acum pomarbo]); ujo (un recipient) |
| -ulo       | cineva/ceva caracterizat de cuvântul-rădăcină                                                                 | junulo (un tânăr); sanktulo (un sfânt, de la „sfânt”); abocoulo (un cititor începător [elev, nu carte], de la aboco "A Be Ce"); mamulo (un mamifer, de la „sân”); proksimulo (un vecin, de la „aproape”); multinfanulino (o femeie cu mulți copii, de la multa „mulți” și infano „copil”); senindulo (cineva fără merit, de la „fără” și sufixul -ind); aĉulo ~ ulaĉo (un mizerabil, de la sufixul aĉ); tiamulo (un contemporan, de la „atunci”); kialulo (cineva care întreabă mult „de ce”, de la „de ce”); ulo (o cunoștință) |
| -um-       | Sufix ad hoc nedefinit (folosit rar)                                                                          | kolumo (un guler, de la „gât”); krucumi (a crucifica, de la „cruce”); malvarmumo (răceală, de la „rece”); plenumi (a împlini, de la „plin”); brakumi (a îmbrățișa, de la „braț”); amindumi (a curta, de la „iubibil” [vezi -ind]); dekstrume (în sensul acelor de ceasornic, de la „dreapta”); kortumo (curte de apel, de la „curte”); mondumo (înalta societate, de la „lume”); komunumo (o comunitate, de la „comun”); proksimume (aproximativ, de la „aproape”); deksesuma (hexadecimal, de la „16”); umo (o chestie)         |

#### Listă de prefixe
| bo-  | relație prin căsătorie                                                | bopatro (socru); boparenciĝi} (a se căsători într-o familie, de la parenco „o rudă” și -iĝi); boedziĝi (căsătorie de levirat -„să te căsătorești cu soția fratelui tău mort”, de la edziĝi „a se căsători”); boedzino (o soră soție); boamiko (un prieten al soțului/soției) |
| dis- | separare, împrăștiere                                                 | disĵeti (a împrăștia, de la „a arunca”); dissendi (a distribui, de la „a trimite”); disatomi (a separa prin fisiune atomică, de la „atom”); disliberiĝi (a scăpa în toate direcțiile, ca paginile care cad dintr-o carte cu o cotorul dezintegrat, de la „liber” și -iĝi); dis! (dispari!)                                                                                               |
| {ek- | acțiune de început, bruscă sau momentană (adesea cu aspect perfectiv) | ekbrilo (o strălucire bruscă [a unui fulger], de la „a străluci”); ekami (a se îndrăgosti); ekkrii (a striga); ekvidi (a vedea); eki (a începe); ekde (inclusiv „de la”); ek al la batalo! (la război!); ek! (Hai!) |
| eks- | ex-, fost, trecut                                                     | eksedzo (un fost soț); eksbovo (un bou [glumeț, de la „taur”]); eksa (fost, adjectiv); ekskutima (cum obișnuia înainte, adverb); Eks la estro! (Jos liderul!) |
| fi-  | rușinos, urât, dezgustător, murdar                                    | fihomo (o persoană rea); fimensa (minte urâtă); fivorto (un cuvânt profan); fibuŝo (o gură murdară); fibesto (vierme, de la „animal, bestie”); fia (josnic); fie! (Rușine!); Fi al vi! (Rușine!) |
| ge-  | ambele sexe împreună                                                  | gepatroj (părinți); gesinjoroj (doamnelor și domnilor); gekelneroj (chelneri și chelnerițe); la ge-Zamenhofoj (membrii familiei Zamenhof) |
| mal- | antonim                                                               | malgranda (mic, de la „mare”); malriĉa (sărac, de la „bogat”); malplena (gol, de la „plin”); malino (un mascul (în glumă), de la -ino); maldekstrume (în sens invers acelor de ceasornic [vezi -um]); nemalobeebla leĝo (o lege care nu poate fi nesocotită, de la obe- „a se supune”), mala (opus)                                                                                      |
| mis- | incorect, greșit                                                      | misloki (a plasa greșit); misakuzi (a acuza pe nedrept); misfamiga (denigrare, din fama „cunoscut” și sufixul cauzal -ig-); mise (incorect) |
| pra- | stră-, primordial, primitiv, proto-, pre-                             | praavo (un străbunic); prapatro (un strămoș); prabesto (o fiară preistorică); prahejmo (casă ancestrală); prahindeŭropa (proto-indo-european) |
| re-  | înapoi, din nou                                                       | resendi (a trimite înapoi); rekonstrui (a reconstrui); resalti (a ricoșa, de la „salt”); rediri (a repeta); reaboni (a reînnoi un abonament, de la „abonare”); rebrilo (reflexie, strălucire, de la „strălucire”); reira bileto (un bilet de întoarcere, de la iri „a merge”); refoje (încă o dată, de la „[x] ori”); ĝis (la) revido („la revedere”, de la ĝis „până” și vido „vedere”) |